# Tierras Peleadas
Tierras Peleadas är en ort i Mexiko.   Den ligger i kommunen Jalpa de Méndez och delstaten Tabasco, i den sydöstra delen av landet, 700 km öster om huvudstaden Mexico City. Tierras Peleadas ligger 9 meter över havet och antalet invånare är 627.
Terrängen runt Tierras Peleadas är mycket platt. Runt Tierras Peleadas är det tätbefolkat, med 343 invånare per kvadratkilometer. Närmaste större samhälle är Nacajuca, 3,3 km nordost om Tierras Peleadas. Trakten runt Tierras Peleadas består till största delen av jordbruksmark.